# Defold
Defold — кроссплатформенный, бесплатный игровой движок с доступным исходным кодом, разработанный King Digital, а затем Defold Foundation. Используется в основном для создания двумерных (2D) игр, но полностью поддерживает и трёхмерные (3D).

## Описание
Defold — это загружаемое программное обеспечение, которое поставляется с собственной встроенной интегрированной средой разработки. Defold ориентирован на настольные, мобильные, консольные и веб-платформы. Defold использует Lua для написания сценариев, но также допускает собственные расширения, написанные на C, C++ и других языках программирования, специфичных для конкретной цели. Проекты Defold организованы в виде коллекций, которые состоят из иерархии игровых объектов, содержащих внутриигровые объекты. Сценарии между игровыми объектами обрабатываются с использованием парадигмы передачи сообщений, которая позволяет сценариям взаимодействовать в моделях ответа на вызов и моделях на основе событий. IDE Defold изначально поддерживает отслеживание Git в редакторе.

## Поддерживаемые платформы
Редактор Defold можно запустить на трёх платформах:
- Windows (Vista или новее, 64-разрядная версия);
- macOS (Big Sur или новее);
- Linux (Ubuntu 18.04 или новее, 64-разрядная версия).

Поддерживается экспорт на следующие платформы:
- Windows (32- и 64-разрядная версии);
- macOS (x86_64 и Apple Silicon);
- Linux;
- HTML (HTML5 и WebAssembly);
- Android (32- и 64-разрядная версии);
- iOS;
- Nintendo Switch (требуется одобрение Nintendo);
- PlayStation 4 (требуется одобрение Sony);
- PlayStation 5 (требуется одобрение Sony).

## История
Defold был создан в 2008 году Кристианом Мюрреем (англ. Christian Murray) и Рагнаром Свенссоном (англ. Ragnar Svensson) как побочный проект, пока они работали в Avalanche Studios, а затем как полноценный программный продукт, прежде чем был приобретен King Digital в 2014 году. Defold дорабатывался и использовался внутри компании King Digital в течение нескольких лет, прежде чем было принято решение сделать Defold доступным для разработчиков за пределами компании. Анонс и выпуск Defold как бесплатного игрового движка был сделан на конференции разработчиков игр в Сан-Франциско в марте 2016 года. Некоторые разработчики мобильных устройств выразили обеспокоенность по поводу долгосрочных намерений King Digital в отношении этого движка, а также отсутствия чёткой бизнес-цели. Разработка продолжалась: выпускались дополнительные выпуски движка и редактора, причём важной вехой стал выпуск нового редактора в 2017 году. Defold был номинирован как лучший движок на конкурсах Develop Awards 2018, Pocket Gamer Mobile Games Awards 2018 и 2019 годов.